# Лавкрафт: Биография
Лавкрафт: Биография — биография писателя Говарда Лавкрафта, написанная американским писателем-фантастом Лайоном Спрэгом де Кампом и впервые опубликованная в 1975 году.

## Критика и ответы де Кампа
Биография, представляющая собой детальное исследование знаменитого писателя ужасов и научной фантастики, стала первой крупной независимой биографией Лавкрафта. Некоторые назвали подход де Кампа откровенным и рассудительным, а другие — нелестным и несбалансированным. Например, де Камп критиковал решительно некоммерческое отношение Лавкрафта к своим произведениям, тогда как Лавкрафт сознательно утверждал, что большая часть его произведений предназначалась только для развлечения его самого и его близких друзей.
Сам Де Камп посчитал, что некоторая критика его книги, выраженная в обзорах на твердый переплет, заслуживает внимания, и, соответственно, изменил текст в издании в мягкой обложке, чтобы принять во внимание эту критику. В общей сложности де Камп вырезал из издания в мягкой обложке около 13 000–16 000 «повторений, отступлений и умозрительных "obiter dicta" ("другие вещи говорят о")». По требованию издателя он также «устранил раздел примечаний, библиографию и указатель», и этим удалением он, как сообщается, был недоволен.
Подробная биография знаменитого короля ужасов раскрывает сложный, порой неприятный образ Говарда Лавкрафта. Спрэг де Камп, известный своими произведениями в жанре фантастики и историческими сочинениями, прорисовывает в деталях жизнь обыкновенного человека, которому удалось стать ярчайшим мифотворцем XX века.

## Редакции и переводы
Более позднее издание в твердом переплете было выпущено Barnes & Noble в январе 1996 года. В мягком — исправленное и сокращённое автором, было опубликовано в 1976 году. Книга также была переведена на немецкий, русский и другие языки.
Первое издание в мягкой обложке, исправленное и сокращенное автором, было опубликовано Ballantine Books в августе 1976 года. Первое британское издание было опубликовано New English Library в 1976 году. Книжное переиздание версии произведения  Ballantine Books было опубликовано издательством Gollancz's SF Gateway 29 сентября 2011 года как часть общего выпуска работ де Кампа в электронном виде.

## Награды
Книга была номинирована на Всемирную премию фэнтези в 1976 году, и заняла 4 место на литературной премии в области научной фантастики Локус в 1976 году.

## Отношение к другим работам
Биографии Де Кампа Лавкрафта предшествовала биография Августа Дерлета «Г. Ф. Л.: Мемуары» (1945), а теперь ее в значительной степени вытеснила книга С.Т. Джоши «Я - Провиденс» (Hippocampus Press, 2 тома, 2010 г.) (впервые опубликована в сокращенном виде издательством Necronomicon Press, 1996 г. под названием «Г. П. Лавкрафт: Жизнь»), основанная на десятилетиях дальнейших исследований Джоши и других.